# ابوالجبار
ابوالجبار (انگلیسی: Abul Djabar;  –مرگ ۲۱ اکتبر ۱۹۷۰) یک قاتل زنجیره‌ای و متجاوز اهل کشور افغانستان بود که حداقل ۶۵ نفر را کشت و مظنون به قتل بیش از ۳۰۰ مرد و پسر بود. او قربانیان خود را در حالی که به آنها تجاوز می‌کرد با عمامه خفه می‌کرد. جبار هنگام تلاش برای کشتن یک قربانی دیگر توسط پلیس دستگیر شد. او در ۲۱ اکتبر ۱۹۷۰ به اعدام محکوم شد و به دار آویخته شد.